# 1228 Scabiosa
1228 Scabiosa (1931 TU) là một tiểu hành tinh vành đai chính được phát hiện ngày 5 tháng 10 năm 1931 bởi K. Reinmuth ở Heidelberg.